# Trevor Wright (aktor)
Trevor Christopher Wright (ur. 23 sierpnia 1982 w Pomonie) – amerykański aktor i model, znany przede wszystkim z głównych ról w filmach Shelter (2007) i Motel II: Pierwsze cięcie (Vacancy 2: The First Cut, 2009).

## Życiorys
Syn reżyserki castingów. Uczęszczał do Beverly Hills High School, Malibu High School i Colin Mcewen High School w Malibu w stanie Kalifornia. 
Mając siedem lat, wystąpił w teledysku Pauli Abdul do przeboju „Forever Your Girl” (1989) w reżyserii Davida Finchera jako kukiełkowo-dziecięca wersja Jamesa Deana.
Razem z Calumem Bestem i Brodym Jennerem jako model reklamował odzież dziecięcą.
W 1993 wystąpił w krótkometrażowej komedii Wspomnienia Joego Franka (Memories by Joe Frank). Siedem lat potem trafił do obsady serialu Fox Roswell: W kręgu tajemnic (Roswell, 2000).
Za rolę 22-letniego artysty Zacha w melodramacie sportowym Shelter (2007) otrzymał nagrody podczas gejowskich festiwali filmowych Dallas OUT TAKES oraz Tampa Gay & Lesbian Film Festival.
Obecnie mieszka w Los Angeles w stanie Kalifornia.

## Filmografia

### Filmy fabularne
- 2001: Irlandzkie szczęście (The Luck of the Irish) jako chłopak
- 2002: Looking Through Lillian jako Beggar
- 2003: Kosmaty snowboardzista (MXP: Most Xtreme Primate) jako Jay
- 2005: Pokonać śmierć (Special Ed) jako Mitch
- 2006: Drużyna Buddy'ego (Air Buddies) jako Grim
- 2007: Shelter jako Zach
- 2008: Vicious Circle jako Fin
- 2009: Motel II: Pierwsze cięcie (Vacancy 2: The First Cut) jako Caleb
- 2010: Zemsta Południa (2001 Maniacs: Field of Screams) jako Falcon
- 2010: The Social Network jako Josh Thompson

### Seriale TV
- 2000: Roswell: W kręgu tajemnic (Roswell) jako uroczy chłopak
- 2001: Uziemieni (Grounded for Life) jako chłopak #1
- 2001-2002: Boston Public jako Walton Hanks
- 2002: Everwood jako uczeń #1
- 2003: Siostrzyczki (What I Like About You)
- 2003: Babski oddział (The Division) jako Cody Phillips
- 2003: Hoży doktorzy (Scrubs) jako Dzieciak
- 2004: George Lopez jako Zack Powers
- 2004: Nowojorscy gliniarze (NYPD Blue) jako Charles Slocum
- 2004: Listen Up jako Jake O'Shannon
- 2006: South Beach jako Garret
- 2006: CSI: Kryminalne zagadki Nowego Jorku (CSI: NY) jako Perry Lohmann

### Filmy krótkometrażowe
- 1993: Wspomnienia Joego Franka (Memories by Joe Frank) jako młody Joe Frank
- 2000: Destiny Stalled

### Teledyski
- 1989: Paula Abdul – "Forever Your Girl"
- 2003: Stacie Orrico – "Stuck"
- 2004: Stacie Orrico – "I Could Be the One"